# Arboreto conmemorativo Taylor
El Arboreto conmemorativo Taylor (en inglés: Taylor Memorial Arboretum) es un arboreto y jardín botánico sin ánimo de lucro de unas 12.14 hectáreas (30 acres) de extensión que se encuentra en Wallingford, Pensilvania. 
El código de identificación del Taylor Memorial Arboretum como miembro del "Botanic Gardens Conservation Internacional" (BGCI), así como las siglas de su herbario es TAYMA.

## Localización
Taylor Memorial Arboretum 10 Ridley Drive Wallingford, Condado de Delaware Pensilvania PA 19086 Estados Unidos.
Planos y vistas satelitales39°52′19.2″N 75°22′12″O / 39.872000, -75.37000.
Está abierto a diario al público.
Se encuentra ubicado a siete millas al sur de otro arboreto llamado de una forma similar, el John J. Tyler Arboretum.

## Historia
El sitio del arboreto fue una vez parte de una concesión de tierra mil hectáreas vendida a John Sharpless por William Penn en 1682. Desde 1740 hasta 1882, los jardines eran parte de un complejo industrial con un molino hidráulico que producía madera, granos y textiles, entre otros productos. 
El arroyo "Ridley Creek", que bordea la propiedad, era la fuente motriz que movía a los molinos locales. Para aprovechar la fuerza del agua, fueron construidas las represas para desviar parte de la quebrada a una rueda de agua en el molino.
El "Taylor Memorial Arboretum" se estableció en 1931 por un abogado de Chester, Joshua C. Taylor (1873-1946), en memoria de su esposa, Anne Rulon Gray. Una de los primeros defensores de la conservación, Taylor dedicó el Arboretum de promover la "salud, el disfrute y la educación del público a perpetuidad". Parece que Taylor una vez considerara el desarrollo psterior del sitio, pero la pérdida de Anne y el estrés que acompaña la Gran Depresión hizo que reorganizara sus prioridades.
Para asegurarse de que sus esfuerzos de conservación continuaran, Joshua Taylor creó la Fundación Taylor. Las visitas públicas y el desarrollo de los terrenos se iniciaron en 1952. Situado en 30 acres a lo largo de Ridley Creek, el Arboreto es un santuario para las plantas y los animales. También proporciona oportunidades de educación ambiental, así como un entorno tranquilo donde los visitantes pueden explorar tranquilamente y disfrutar de la naturaleza de primera mano.

## Colecciones
En el arboreto hay varias secciones, tal como:
- Gruta (antigua cantera).
- Instalaciones de un antiguo molino de agua y cascada.
- Estanque con un ciprés calvo.

Sus colecciones incluyen a tres "Pennsylvania State Champion Trees" (Árboles campeones del estado de Pensilvania) (un corno, un junipero de agujas, y un olmo de corteza de collar), además de azaleas, magnolias, lilas, viburnum, hamamelis, arces japoneses, bojes, y arborvitae. En el sitio también podemos encontrar eneas, helechos, lirios, musgos, juncos, y flores silvestres. 